# Marija Uzelac
Marija Uzelac (in serbo Марија Узелац?; Kula, 22 febbraio 1958) è un'ex cestista jugoslava.

## Carriera
Con la Jugoslavia ha disputato i Giochi olimpici di Los Angeles 1984 e i Campionati mondiali del 1983.